# Kolonia Bogoria
Kolonia Bogoria is een plaats in het Poolse district  Staszowski, woiwodschap Święty Krzyż. De plaats maakt deel uit van de gemeente Bogoria en telt 220 inwoners.